# Hebertshausen
Hebertshausen è un comune tedesco di 5 079 abitanti, situato nel land della Baviera.